# Fredricus Rex
Fredricus Rex var et svensk 60-kanoners linjeskib bygget 1742 af C. Falk i Stockholm; nævnes 1743 som flagskib samt 1757–58 og 1790; vagtskib ved Sveaborg 1788–89; solgt 1795 til ”Karlskronajøder”.